# Ich liebe das Leben
Ich liebe das Leben ist ein Lied der deutsch-griechischen Sängerin Vicky Leandros, das 1975 auf ihrem gleichnamigen Album erschien. Es zählt neben Theo, wir fahr’n nach Lodz zu den erfolgreichsten und bekanntesten Titeln der Interpretin. 2010 wurde es erfolgreich von Andrea Berg gecovert. 2016 sang Leandros das Lied für FDP-Politiker Guido Westerwelle auf seiner Beerdigung.
Im April 2018 verfilmte Sherry Hormann für das ZDF das Lied für eine Tragikomödie mit dem Titel Wir lieben das Leben. Dabei mussten Schüler einer Mittelstufe unter Anleitung einer Lehrerin das Lied für eine Schulaufführung einstudieren und mit Leben versehen. Außerdem diente der Schlager 2005 als Soundtrack für Andreas Dresens Kinofilm Sommer vorm Balkon.
Im Dezember 2023 sang Pasquale Aleardi in der Rolle des Lulatsch das Lied in der Fernsehshow The Masked Singer.

## Veröffentlichung und Inhalt
Ich liebe das Leben wurde am 15. August 1975 auf Leandros gleichnamigem elften Studioalbum erstmals veröffentlicht. In Deutschland platzierte sich das Lied am 16. Februar 1976 auf Platz zehn und hielt sich insgesamt 19 Wochen in den Charts. Die Niederlande verzeichneten den Schlager auf Platz 18, er war dort insgesamt fünf Wochen lang in den Charts. Leandros interpretierte das Lied erstmals 1975 in der ZDF-Starparade.
Der Liedtext ist in deutscher Sprache geschrieben. Musik und Text stammen von Klaus Munro und Leo Leandros. Letzterer war auch für die Produktion verantwortlich.
Das Lied handelt von der Trennung von einem geliebten Menschen. Man blickt aber nach vorne, das Karussell dreht sich weiter und man liebt das Leben.

„Nein, sorg dich nicht um mich.

Du weißt, ich liebe das Leben.

Und weine ich manchmal noch um dich.

Das geht vorüber sicherlich.

Was kann mir schon geschehen?

Glaub mir, ich liebe das Leben.

Das Karussell wird sich weiterdrehen.

Auch wenn wir auseinandergehen.“

## Titelliste der Single
7″-Single
1. Ich liebe das Leben (4:28)
2. Du bist der Mann (3:20)

## Chartplatzierungen
| ChartsChartplatzierungen  | Höchstplatzierung | Wochen |
| ------------------------- | ----------------- | ------ |
| Deutschland (GfK)         | 10 (19 Wo.)       | 19     |
| Niederlande (Media Markt) | 18 (5 Wo.)        | 5      |

| ChartsChartplatzierungen | Höchstplatzierung | Wochen |
| ------------------------ | ----------------- | ------ |
| Deutschland (GfK)        | 81 (1 Wo.)        | 1      |